# جيسي غونزاليس
جيسي غونزاليس (بالإسبانية: Jesse González)‏ (بالإنجليزية: Jesse Gonzalez)‏ (25 مايو 1995 في الولايات المتحدة - ) هو لاعب كرة قدم مكسيكي وأمريكي في مركز حراسة المرمى. شارك مع منتخب المكسيك تحت 20 سنة لكرة القدم ومنتخب المكسيك تحت 23 سنة لكرة القدم. أما مع النوادي، فقد لعب مع نادي دالاس وبيتسبورغ ريفرهوندز.

## وصلات خارجية
- جيسي غونزاليس على موقع الدوري الأمريكي (الإنجليزية)
- جيسي غونزاليس على موقع قاعدة بيانات كرة القدم.إي يو (الإنجليزية)
- جيسي غونزاليس على موقع Soccerbase.com (لاعب) (الإنجليزية)
- جيسي غونزاليس على موقع Soccerway.com (الإنجليزية)
- جيسي غونزاليس على موقع عالم كرة القدم.نت (الإنجليزية)
- جيسي غونزاليس على موقع AS.com (الإسبانية)